# Une famille sur le ring
Pour plus de détails, voir Fiche technique et Distribution.
Une famille sur le ring ou Lutte en famille au Québec (Fighting with My Family) est une comédie dramatique britannico-américaine écrite et réalisée par Stephen Merchant et sortie en 2019. Le film est tiré d'une histoire vraie, celle de la catcheuse britannique Saraya Bevis et plus particulièrement ses débuts à la World Wrestling Entertainment (WWE).

## Synopsis
Dans le monde du catch américain, la famille Knight est célèbre car tout le monde est catcheur professionnel. Le père, Patrick alias « Rowdy Ricky » est un ancien gangster qui s'est marié à Julia, surnommée « Sweet Saraya » sur le ring, qui partage avec lui sa passion du catch. Lorsque leurs enfants Paige et Zak sont repérés par la World Wrestling Entertainment pour devenir à leur tour des lutteurs professionnels, c’est le rêve de toute la famille qui semble pouvoir se réaliser. Mais la relation entre le frère et sa sœur sera soumise à rude épreuve, tous deux entrant alors en compétition au point de devenir rivaux sur le ring.

## Fiche technique
- Titre original : Fighting with My Family
- Titre français : Une famille sur le ring
- Titre québécois : Lutte en famille
- Réalisation et scénario : Stephen Merchant, d'après le documentaire The Wrestlers: Fighting with My Family, Fighting with My Family
- Musique : Vik Sharma
- Photographie : Remi Adefarasin
- Montage : Nancy Richardson
- Production : Kevin Misher et Michael J. Luisi
- Sociétés de production : Legendary Pictures, Seven Bucks Productions et Flynn Picture Co.
- Sociétés de distribution : Universal Pictures (États-Unis et France) ; Lionsgate (Angleterre)
- Pays de production :  États-Unis,  Royaume-Uni
- Langue originale : anglais
- Format : couleur
- Genres : comédie dramatique et biographique
- Durée : 108 minutes
- Dates de sortie :
  - États-Unis : 22 février 2019
  - Royaume-Uni : 27 février 2019
  - France : 7 août 2019 (DVD)

## Distribution
- Florence Pugh (VFB : Mélissa Windal ; VQ : Véronique Marchand)[2] : Saraya « Paige » Knight
- Jack Lowden (VFB : Maxime Van Santfoort ; VQ : Nicolas Charbonneaux-Collombet) : Zak « Zodiac » Knight
- Nick Frost (VFB : Erwin Grünspan ; VQ : Tristan Harvey) : Patrick « Rowdy Ricky » Knight
- Lena Headey (VFB : Maïa Baran ; VQ : Mélanie Laberge) : Julia « Sweet Saraya » Knight
- Vince Vaughn (VFB : Michelangelo Marchese ; VQ : Daniel Picard) : Hutch Morgan
- Dwayne Johnson (VF : David Krüger ; VQ : Benoit Rousseau) : lui-même[3]
- James Burrows (en) : Roy Knight
- Thea Trinidad (VFB : Sophie Frison) : AJ Lee
- Kim Matula (VFB : Claire Tefnin ; VQ : Anne-Marie Levasseur) : Jeri-Lynn
- Aqueela Zoll (VFB : Marie Van Ermengem ; VQ : Laurence Dauphinais) : Kirsten
- Ellie Gonsalves (VFB : Sandrine Henry ; VQ : Eloisa Cervantes) : Maddison
- Stephen Merchant (VFB : Alexandre Crépet) : Hugh
- Julia Davis (VFB : Fabienne Loriaux) : Daphne
- Thomas Willey (VFB : Noé Marchant) : Zak Knight, jeune
- Tori Ross (VFB : Maya Dory) : Saraya Knight jeune
- Mohammad Amiri (VFB : Antoni Lo Presti) : Ez
- Jack Gouldbourne (VFB : Gauthier de Fauconval) : Calum
- Big Show : lui-même[3]
- Sheamus : lui-même[3]
- The Miz : lui-même[3]

Version française :
- Adaptation des dialogues : Ludovic Manchette et Christian Niemiec[4]

 Source et légende : version française (VF) sur RS Doublage et le carton du doublage français.
Version québécoise :
- Adaptation des dialogues : Étienne Godin[5]

 Source et légende : version québécoise (VQ) sur Doublage.qc.ca